# First Oscar
First Oscar (russisch: Первый Оскар) ist ein Drama des russischen Regisseurs Sergei Mokrizki. Der Film erzählt die Entstehungsgeschichte des Dokumentarfilms Moscow Strikes Back, der während des Zweiten Weltkriegs innerhalb kürzester Zeit gedreht, 1942 veröffentlicht wurde und im Jahr darauf bei der Oscarverleihung 1943 in der Kategorie Bester Dokumentarfilm ausgezeichnet wurde.

## Handlung
Das Jahr 1941. Deutsche Truppen stehen vor den Toren Moskaus. Die Filmstudenten Lev Alperin und Ivan Maisky weigern sich, der Evakuierung nachzukommen und wollen an die Front, um die Schlacht um Moskau mit Kameras festzuhalten. Zwei Jahre später erfolgt die Sensation, als ihr Werk – ein Werk aus der Sowjetunion – im friedlichen, vom Krieg unberührten Los Angeles ausgezeichnet wird.

## Produktion und Veröffentlichung
Die Dreharbeiten begannen Ende Januar 2021 in der Stadt Medyn. Im Monat darauf zog das Filmteam in die Stadt Aleksin, wo die Dreharbeiten bis Ende April stattfanden.
Die Veröffentlichung des Films in Russland ist auf den 21. April 2022 angesetzt.